# Tithorea neitha
Tithorea neitha är en fjärilsart som beskrevs av Carl Heinrich Hopffer 1874. Tithorea neitha ingår i släktet Tithorea och familjen praktfjärilar. Inga underarter finns listade i Catalogue of Life.